# J PREP 斉藤塾
J PREP 斉藤塾（ジェイ・プレップさいとうじゅく）は、斉藤淳によって設立された、中高一貫進学校や帰国子女の生徒を中心とする、難関大学受験・海外大学留学のための英語専門の学習塾である。略称はJ PREP。キャッチコピーは「目指すなら世界の頂点」。株式会社J insutituteが運営している。他に、J PREPグループとして、小学1年生～4年生を対象にした英語塾の J PREP Kids、オールイングリッシュの学童保育 J PREP A＋、英語幼児園　Sunnyside International Kindergarten　がある。

## 概要
2012年、元イェール大学助教授の斉藤淳が、自由が丘に英語塾ロゴスを設立。
2013年、J PREP 斉藤塾と改称。
2025年4月現在、都内と神奈川県、山形県に９箇所に校舎を構える。（渋谷校、自由が丘校、吉祥寺校、四谷校、横浜校、あざみ野校、茗荷谷校、三田校、酒田校）
日本の高校から、国内の難関・最難関大学・海外の難関大学に合格できる英語力養成を目指した指導がなされている。

## 授業
入塾後は学年に関係なく、英語力を基準として授業を行なうクラスが指定される。全てのクラスで少人数(通常は15人から20人程度)指導となるよう授業曜日と時間が編成されており、日本人講師、英語を母語とする講師の2人体制で週1回3時間授業を行う。ただし、高校3年生は、これにTA(ティーチング・アシスタント)が加わった3人体制で週1回3時間30分の授業を行なっている。専任講師は全員が英米大学の正規課程で1年以上留学した経験を持ち、博士号取得者も在籍している。